# Domagoj Vida
Domagoj Vida (n. 29 aprilie 1989, Osijek, Republica Socialistă Croația, RSF Iugoslavia) este un fotbalist croat care joacă pentru AEK Atena în Superliga Greciei pe post de fundaș.

## Goluri internaționale
| Nmr | Data               | Loc                                             | Oponent       | Scor | Rezultat | Competiție                        |
| --- | ------------------ | ----------------------------------------------- | ------------- | ---- | -------- | --------------------------------- |
| 1.  | 10 septembrie 2013 | Jeonju World Cup Stadium, Jeonju, Coreea de Sud | Coreea de Sud | 1–0  | 2–1      | Amical                            |
| 2.  | 3 septembrie 2017  | Stadion Maksimir, Zagreb, Croația               | Kosovo        | 1–0  | 1–0      | 2018 FIFA World Cup qualification |
| 3.  | 7 iulie 2018       | Stadionul Olimpic Fișt, Soci, Rusia             | Rusia         | 2–1  | 2–2      | 2018 FIFA World Cup               |

## Titluri
Dinamo Zagreb
- Croatian First League: 2011–12
- Croatian Cup: 2011–12

Dynamo Kyiv
- Ukrainian Premier League: 2014–15, 2015–16
- Ukrainian Cup: 2013–14, 2014–15
- Ukrainian Super Cup: 2016